# Margo Mulyo (Belitang II)
Margo Mulyo is een bestuurslaag in het regentschap Ogan Komering Ulu van de provincie Zuid-Sumatra, Indonesië. Margo Mulyo telt 4539 inwoners (volkstelling 2010).